# Linda Porn
Linda Porn   (Ciutat de Mèxic, 1980) és el pseudònim d'una treballadora sexual, actriu postpornogràfica, activista pels drets dels treballadors sexuals i artista multidisciplinària mexicana, establerta a Barcelona. És secretària general del sindicat OTRAS des del 2023 i també és cofundadora del grup de mares migrants Madrecitas, el qual va crear com a oposició a la putofòbia racista que va patir davant la Direcció General d'Atenció a la Infància i l'Adolescència.

## Trajectòria
Va iniciar la seva formació com a actriu al Laboratori de Teatre Camperol i Indígena de Ciutat de Mèxic, entrant al món del treball sexual amb 18 anys. Als 25 va arribar a l'Estat espanyol per a ser actriu de la indústria del sexe, a través de contactes que va fer al club de dansa en barra on treballava a Ciutat de Mèxic per a pagar-se els estudis. En arribar a Espanya va començar a treballar com a prostituta per costejar el deute del viatge.
A principis de 2019, Linda Porn va generar certa polèmica en realitzar, juntament amb el MACBA, una performance en forma de volta turística pornogràfica al Monument a Colom de Barcelona el dia de la cavalcada de Reis. Del 2021 al 2023 va protagonitzar l'obra de teatre La Llorona, amb què va fer una gira per Espanya i Itàlia, i en què narra l'experiència autobiogràfica de la seva lluita contra l'administració que li va retirar durant sis anys la custòdia de la seva filla.
A més del seu paper com a secretària general d'OTRAS i fundadora de Madrecitas, actualment forma part del Comitè de Suport a les Treballadores del Sexe (CATS). Les seves peces han estat exhibides al Museu d'Art Modern de Nova York, al Museu d'Art Contemporani de Barcelona i a Matadero Madrid, amb temes com el colonialisme, el transfeminisme, el treball sexual i els models de maternitat.

## Pensament
Linda Porn és crítica amb el discurs abolicionista europeu pel que fa al treball sexual. Havent arribat a l'Estat espanyol des de Mèxic amb un deute, per a treballar, principalment, de prostituta mentre desenvolupava la seva carrera artística, no es considera víctima de tràfic de persones. Sobre això, comenta que «els qui estan contra la prostitució no poden entendre que una dona tingui la feina sexual en el seu projecte migratori». En aquest sentit, Linda Porn considera que les abolicionistes de la prostitució «utilitzen les putes com el mitjà per a reclamar per la injustícia dels seus cossos travessats per la moral, culpant-nos de les diferents pràctiques sexuals dels seus companys».
D'altra banda, ha criticat les condicions d'explotació laboral que es donen en bordells, on companyes seves treballen fins a 12 hores al dia per a saldar els deutes. Porn afirma que «si ens tenen agafades no és perquè amenacin la nostra família, sinó perquè no tenim documentació», en ser migrants. Argumenta que aquest problema desapareixeria eliminant la Llei d'Estrangeria espanyola. Igual que diverses de les seves companyes, Linda Porn reivindica un model prodrets de les treballadores sexuals a l'estil del de Nova Zelanda.
Ha manifestat també el seu descontentament públicament davant el racisme que percep a la indústria del porno, on les llatines estan infrarepresentades i fan rols estereotípics, fins i tot al porno feminista. Afirma que aquest racisme és més visible al porno que a la prostitució i considera que plataformes digitals com Instagram són obertament putòfobes i censuren les treballadores sexuals.

## Obra

### Assaig
- Putas migras (2020) (Col·laboració)[12]

### Curtmetratges
- El abolicionismo, una cuestión de raza y de clase (2018)[9]
- Tránsitos (2018)[13][14]

### Performances
- La raça, l'espai i la creació de la desigualtat (2018)[15]
- El falo de Colón (2019)[3]
- Colono ladrón, devuelve al menor (2019)[16]

### Postpornografia
- K y su dildo anal (2013)[13][17]
- Puta Mestiza (2014)[18]

### Teatre
- La Llorona (2021)[8]